# Свято-Духівський храм (Вільне)
Свято-Духівський храм — храм Дніпропетровська єпархія УПЦ (МП), що розташоване у селі Вільне Новомосковського району Дніпропетровської області.
Адреса храму: Дніпропетровська область, Новомосковський район, село Вільне.
Свято-Духівська парафія Вільного активно допомагає школам, лікарням й дитячим будинкам.

## Історія
Дерев'яний Свято-Духівський храм було освячено 13 листопада 1782 року.
У 1902 році з ініціативи прихожан почалося будівництво великого кам'яного храму.
У 1905 році новий кам'яний Свято-Духівський храм зведено у вигляді хреста, було урочисто освячено, а дерев'яна храмова споруда була перенесена в слободу Михайлівка над Самарою.
Свято-Духівський храм села Вільне двічі закривали, а приміщення використовувалося під сільськогосподарські потреби. У 1961 році були знесені куполи, храм перетворили на клуб, а вівтар перетворили на сцену.
27 грудня 1991 була зареєстрована Свято-Духівська громада й її настоятелем призначено молодого священнослужителя ієрея Олексія Гетьмана.
Поруч з Свято-Духівському храмом була споруджена дзвіниця.
19 липня 2004 року Свято-Духівська громада, увічнила пам'ять загиблих воїнів Христових і захисників Православного Вітчизни, спорудивши при в'їзді в село Вільне придорожній поклінний хрест.

Влітку 2007 року почалася активна реставрація і відродження Свято-Духівського храму. У 2008 році зусиллями настоятеля та благодійників були відновлені 3 малих й 1 великий куполи, відновлена церковна огорожа.

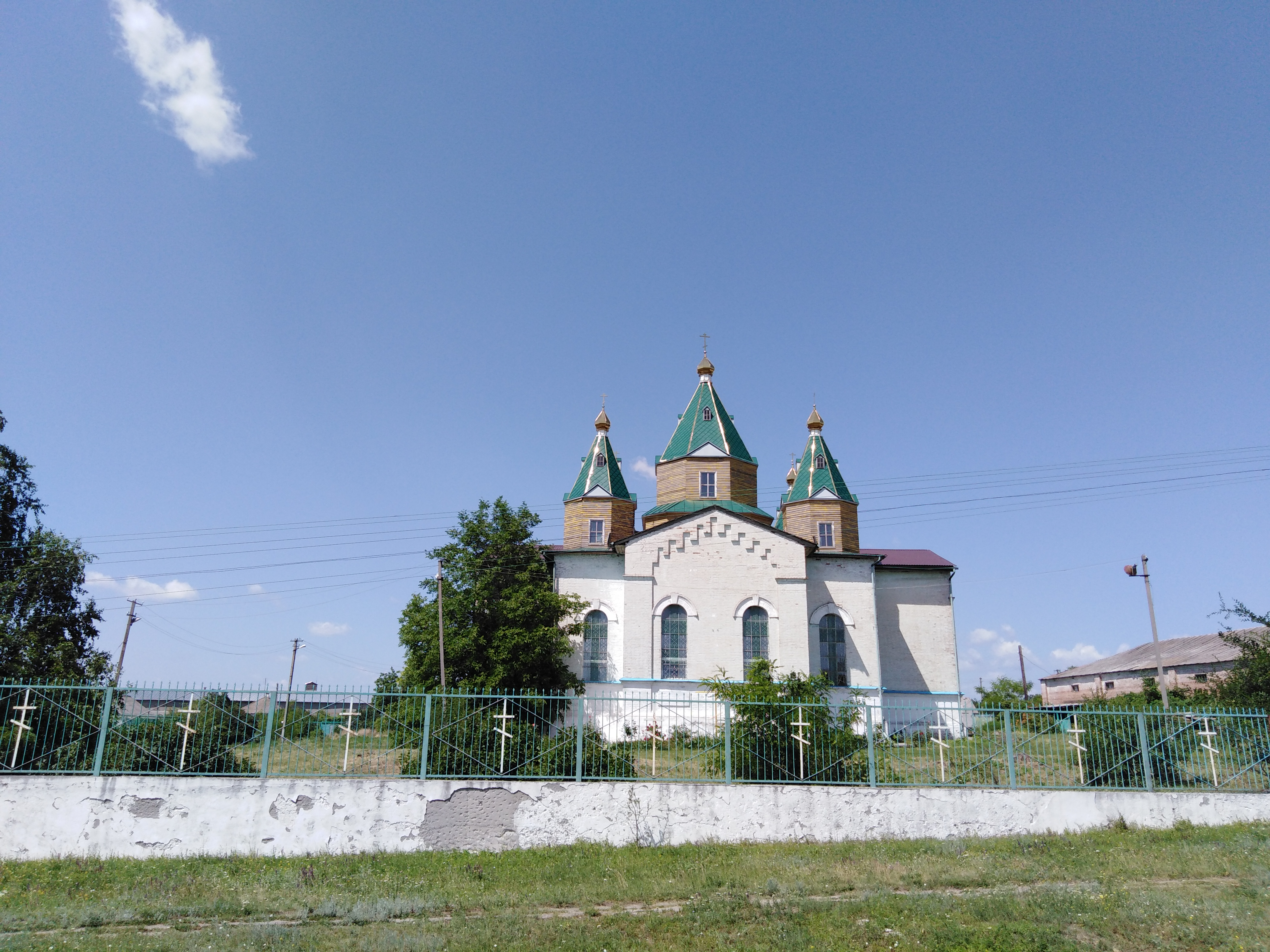
Вигляд на храм з траси